# 吕萨 (克勒兹省)
吕萨（法語：Lussat，法語發音：[lysa]）是法国克勒兹省的一个市镇，属于欧比松区。

## 地理
吕萨（46°10'58"N, 2°20'30"E）面积46.86 平方千米，位于法国新阿基坦大区克勒兹省，该省份为法国中部省份，位于法國中央高原西北部，北起安德尔省和谢尔省，西接维埃纳省，南至科雷兹省，东临多姆山省，东北与阿列省接壤。
与吕萨接壤的市镇（或旧市镇、城区）包括：欧日、博尔圣乔治、武埃兹河畔尚邦、古宗、莱波、圣卢、塔尔德。

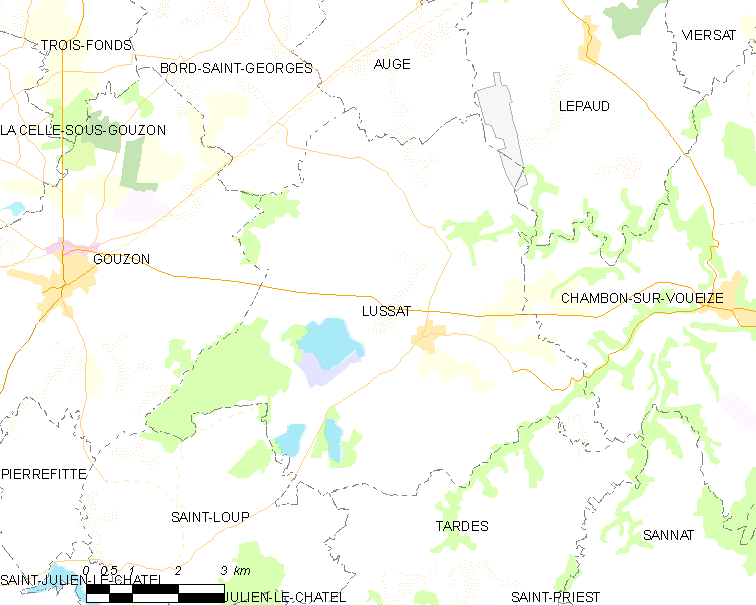
的OSM定位图

吕萨的时区为UTC+01:00、UTC+02:00（夏令时）。

## 行政
吕萨的邮政编码为23170，INSEE市镇编码为23114。

## 政治
吕萨所属的省级选区为埃沃莱班县。

## 人口

1962-2008年间人口变化图示

吕萨于2022年1月1日时的人口数量为409人。